# Festival international du film documentaire de Copenhague
 (août 2022).
Ne doit pas être confondu avec Festival international du film de Copenhague (CPH:PIX).
CPH:DOX, ou festival international du film documentaire de Copenhague, est un festival de cinéma créé en 2003 qui se déroule chaque année en novembre à Copenhague. C'est l'un des plus grands festivals de film documentaire en Europe. CPH:DOX fait partie de Doc Alliance une collaboration entre sept grands festivals européens du documentaire.

## Programme
- DOX - Compétition officielle
- NEW:VISION
- NORDIC:DOX
- F:ACT
- Audience Award
- Special Screenings
- Sound & Vision
- Danish DOX
- Auteurs
- TOP DOX
- Food on Film
- DOX:LAB

## Prix décernés
- DOX:AWARD
- NEW:VISION AWARD
- F:ACT AWARD
- NORDIC:DOX AWARD
- Audience Award
- Reel Talent Award

## Éditions

### 2013
Le 10e CPH:DOX s'est déroulé du 7 au 17 novembre 2013.
- DOX:AWARD : Bloody Beans de Narimane Mari  Algérie  France
- NEW:VISION AWARD : A Spell to Ward Off the Darkness de Ben Rivers et Ben Russell  Estonie  France
- F:ACT AWARD : Dirty Wars de Richard Rowley  États-Unis
- NORDIC:DOX AWARD : After You de Marius Dybwad-Brandrud  Suède
- Audience Award : Everyday Rebellion de Arman et Arash Riahi  Autriche  Suisse
- Reel Talent Award : Mahdi Fleifel pour A World Not Ours

### 2014
Le 11e CPH:DOX s'est déroulé du 6 au 16 novembre 2014.
- DOX:AWARD : The Look of Silence de Joshua Oppenheimer  Danemark  Indonésie  Finlande  Norvège  Royaume-Uni
- NEW:VISION AWARD : The Dent de Basim Magdy  Égypte
- F:ACT AWARD : E-Team de Katy Chevigny et Ross Kaufmann  États-Unis
- NORDIC:DOX AWARD : Olmo and the Seagull de Lea Glob et Petra Costa  Danemark  Brésil  France  Portugal  Suède
- Politikens Audience Award : Just Eat It: A Food Waste Story de Grant Baldwin  Canada  Royaume-Uni  États-Unis
- Reel Talent Award : (ex æquo) Lea Glob et Camilla Nielsson